# Judita Babenberská
Judita Babenberská (německy Judith von Babenberg, italsky Giuditta di Babenberg, 1115? – po 1178?) byla markraběnka z Montferratu z dynastie Babenberků.
Narodila se jako jedno z mnoha dětí rakouského markraběte Leopolda III. a jeho druhé choti Anežky, dcery císaře Jindřicha IV. Před 28. březnem 1133 byla provdána za Viléma z Montferratu, dala mu pět synů a čtyři dcery. Zemřela po roce 1178.